# 社会薬学
社会薬学（しゃかいやくがく、social pharmacy）は、医薬品がもつ社会性、医薬品を扱い(薬剤師など)また使用する(患者など)人々についての社会的課題、そして医薬品を必要な患者に届け安全に管理する制度、そして食品・化学製品・環境汚染物質など生命や健康に関連した物質についての課題など多岐にわたる薬学分野の研究を通じて、人間の生命と健康の維持に寄与し社会に貢献することを目的とする学問である。

## 概要
薬学は、人への働きから医薬品の開発まで幅広く総合科学である。医薬品は科学的な側面だけではなく、社会的側面を有している。そのため医学、倫理学、法学、社会学、経済学などの学際的な立場からも検討する社会的な視点が必要である。これまで薬学は基礎薬学に重点がおかれていて医薬品などのもつ社会性に研究課題として真正面から取り組む研究が不十分であった。薬学には医薬品をはじめとする生活関連物質を人間の健康とのかかわりの中で総合的に究明し、それらを適切に社会管理することに寄与すべき役割があるとされ、基礎薬学から臨床薬学を社会とつなげる社会系薬学が発展してきた。そしてその役割は、狭義の薬学領域にとどまらず学際的な協力を得る中で果たすことができる。医薬品の持っている社会性を様々な学際から研究するのが社会薬学である。

## 歴史
日本において薬学は基礎系薬学、臨床系薬学、社会系薬学の順で発達してきた。社会系薬学に含まれる社会薬学は近年になって発展してきた学問分野である。